# Orlando (cognome)
Orlando è un cognome di lingua italiana.

## Varianti
Orlandelli, Orlandi, Orlandini, Orlandino, Orlandinotti, Orlandoni, Orlanducci.

## Origine e diffusione
Deriva dal toponimo Capo d'Orlando, in Sicilia orientale. Uno dei primi membri della famiglia era originario di Sambuca di Sicilia. Un altro membro fu vescovo di Cefalù nel XVII secolo.
Il cognome è sparso in tutta Italia ed è portato da circa 6.000 famiglie; è maggiormente concentrato nelle regioni meridionali, ed i ceppi più consistenti si trovano in Sicilia, Puglia e Campania. In Sicilia in modo particolare, Orlando è diffuso in tutte le province, soprattutto in provincia di Palermo, ed è anche il cognome di una famiglia illustre, nota fin dal XV secolo.
La variante Orlandi è presente nelle regioni dell'Italia centrale e settentrionale, ed è portato da circa 7.700 famiglie; Orlandelli è lombardo e emiliano-romagnolo; Orlandoni è anconetano; Orlandini è emiliano e toscano; Orlandino è brindisino.

## Persone
- Alessandro Orlando, ex calciatore italiano
- Alberto Orlando, ex calciatore italiano
- Alfonso Orlando, maratoneta italiano.
- Andrea Orlando, politico italiano
- Angelo Orlando, sceneggiatore, regista e attore italiano
- Angelo Orlando, ex calciatore italiano
- Antonello Orlando, giornalista sportivo, radiocronista italiano
- Bobby Orlando, produttore discografico e musicista statunitense.
- Camillo Orlando, politico e armatore italiano
- Emilio Orlando, giornalista e scrittore
- Federico Orlando, giornalista e politico italiano
- Francesco Orlando, critico letterario e docente
- Gino Orlando, calciatore brasiliano
- Giuseppe Orlando, scultore italiano del XVIII secolo
- Giuseppe Orlando, ingegnere navale e Cavaliere del Lavoro italiano
- Giuseppe Orlando, economista italiano
- Giuseppe Orlando, ex calciatore italiano
- Giuseppe Orlando, politico e deputato italiano
- Joe Orlando, editore, scrittore, cartoonista italiano.
- John Orlando, calciatore nigeriano.
- Leoluca Orlando, deputato italiano e sindaco di Palermo
- Luigi Orlando, ingegnere navale e senatore
- Luigi Orlando, imprenditore e senatore italiano
- Luigi Orlando, industriale
- Margherita Orlando, Crocerossina sepolta nel Sacrario del Redipuglia e medaglia di bronzo V.M.
- Massimo Orlando, ex calciatore italiano
- Mike Orlando, chitarrista americano.
- Orazio Orlando, attore italiano
- Paolo Orlando, ingegnere civile e senatore italiano
- Paulo Orlando, giocatore di baseball brasiliano.
- Rosolino Orlando, Conte, Gran Ufficiale, Commendatore e medaglia d'oro e di benemerenza
- Ruggero Orlando, giornalista Rai e deputato
- Salvatore Orlando, ingegnere navale e Senatore del Regno
- Silvio Orlando, attore italiano
- Silvio Orlando, rugbista italiano
- Stefania Orlando, conduttrice televisiva italiana
- Vito Orlando, giornalista italiano
- Vittorio Emanuele Orlando, giurista e politico italiano